# Municipio de Union (condado de Adams, Indiana)
El municipio de Union (en inglés: Union Township) es un municipio ubicado en el condado de Adams en el estado estadounidense de Indiana. En el año 2010 tenía una población de 922 habitantes y una densidad poblacional de 14,39 personas por km².

## Geografía
El municipio de Union se encuentra ubicado en las coordenadas 40°52′40″N 84°50′30″O / 40.87778, -84.84167. Según la Oficina del Censo de los Estados Unidos, el municipio tiene una superficie total de 64.09 km², de la cual 64,09 km² corresponden a tierra firme y (0 %) 0 km² es agua.

## Demografía
Según el censo de 2010, había 922 personas residiendo en el municipio de Union. La densidad de población era de 14,39 hab./km². De los 922 habitantes, el municipio de Union estaba compuesto por el 96,53 % blancos, el 0,11 % eran afroamericanos, el 0,22 % eran amerindios, el 2,39 % eran de otras razas y el 0,76 % eran de una mezcla de razas. Del total de la población el 3,36 % eran hispanos o latinos de cualquier raza.